# Lopud

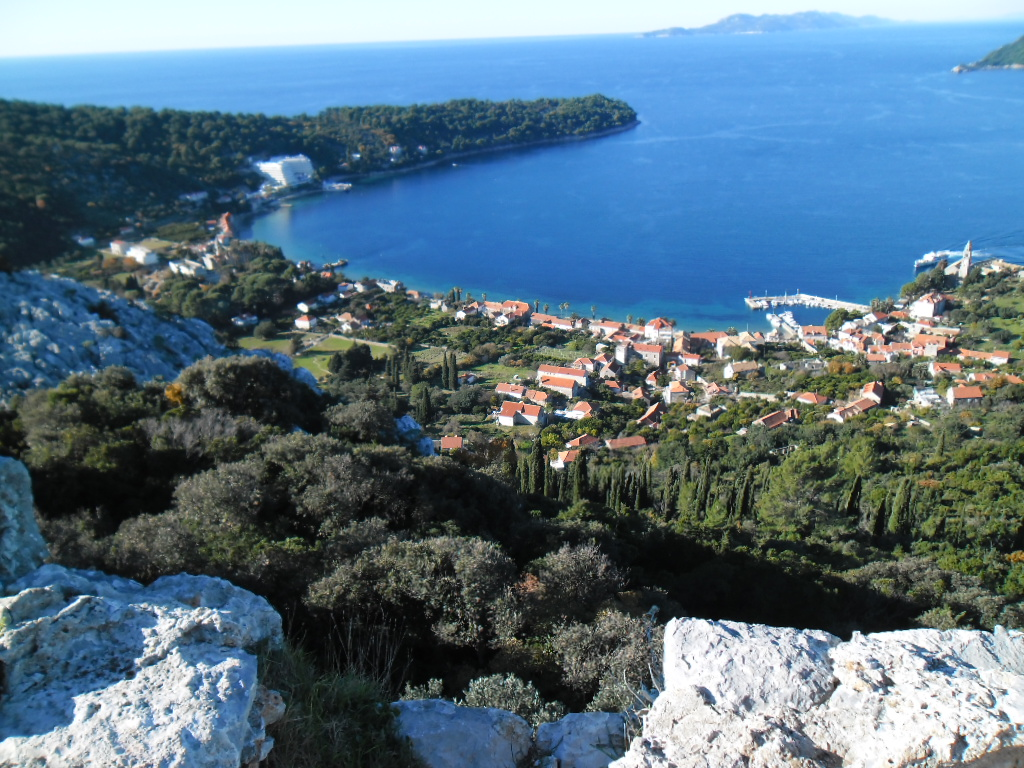
Lopud

Lopud (en croata: Otok Lopud) es una pequeña isla frente a la costa de Dalmacia, al sur de Croacia. Según el censo de 2011, tiene una población de 249 habitantes.
Lopud es una de las islas Elaphiti, y se puede llegar en barco desde Dubrovnik, Orasac y Zaton. La isla es famosa por sus playas de arena, en particular la bahía de Sunj. 
Administrativamente forma parte del condado de Dubrovnik-Neretva.